# Phymatopsallus fuscipunctatus
Phymatopsallus fuscipunctatus är en insektsart som beskrevs av Knight 1964. Phymatopsallus fuscipunctatus ingår i släktet Phymatopsallus och familjen ängsskinnbaggar. Inga underarter finns listade i Catalogue of Life.